# 弗罗塞耶
弗罗塞耶（法語：Frausseilles，法語發音：[fʁɔsɛj]）是法国奧克西塔尼大區塔恩省的一个市镇，属于阿尔比区。

## 地理
弗罗塞耶（44°1'41"N, 1°55'48"E）面积5.87 平方千米，位于法国奧克西塔尼大區塔恩省，该省份为法国南部内陆省份，北起顺时针与阿韦龙省、埃罗省、奥德省、上加龙省和塔恩-加龙省接壤。
与弗罗塞耶接壤的市镇（或旧市镇、城区）包括：阿马朗、韦尔河畔卡于扎克、多纳扎克、卢贝尔、苏埃勒。

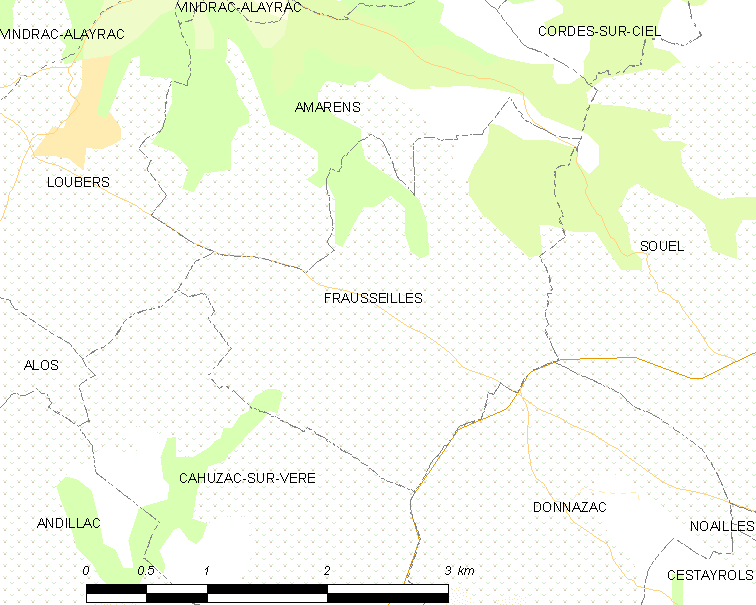
弗罗塞耶的OSM定位图

弗罗塞耶的时区为UTC+01:00、UTC+02:00（夏令时）。

## 行政
弗罗塞耶的邮政编码为81170，INSEE市镇编码为81095。

## 政治
弗罗塞耶所属的省级选区为卡尔莫第二县。

## 人口

1962-2008年间弗罗塞耶人口变化图示

弗罗塞耶于2022年1月1日时的人口数量为79人。